# Vizcondado de San Pedro
El Vizcondado de San Pedro fue un título nobiliario español, un Vizcondado previo creado por el rey Carlos III en 1761 a favor de Pedro Gordillo y Sánchez, antes de concederle la dignidad de marqués de Zambrano, la cual le fue otorgada el 13 de marzo de ese mismo año. En virtud de su naturaleza de Vizcondado previo, el título se suprimió cuando el Marquesado de Zambrano le fue entregado al beneficiado.
Pedro Gordillo y Sánchez fue un alto funcionario del anterior monarca, el rey Fernando VI. Nació en Mérida, hijo de Andrés Gordillo y Zambrano y de Ana Sánchez Ortiz, ambos naturales de Zarza de Alange, Badajoz. Sirvió en la Corte de Fernando VI desde 1749, y llegó a ser "Contralor General de la Real Casa, Cámara y Capilla" de Su Majestad. Casó el 8 de octubre de 1756 con Paula Petronila González Fernández de las Cuevas, dama madrileña, hija del caballero toledano Pedro Manuel González y de María Magdalena Fernández de las Cuevas. Tras el fallecimiento del rey Fernando VI en 1759, su sucesor y hermano, el rey Carlos III, lo mantuvo en sus funciones y le otorgó el 13 de marzo de 1761 el Marquesado de Zambrano, con el Vizcondado previo de San Pedro. Falleció poco después, en Madrid, el 24 de junio de 1762.